# Broken Wings (canção)
"Broken Wings" é uma canção do grupo americano Mr. Mister lançada como primeiro single de seu segundo álbum Welcome to the Real World em 1985. Composta por Richard Page, John Lang e Steve George, inspirada em um livro de mesmo nome publicado pelo filósofo Khalil Gibran em 1912, é o maior sucesso da banda conseguindo atingir o numero 1 nos Estados Unidos e Canadá e o TOP 10 em diversos outros países europeus.
No Brasil ficou conhecida por fazer parte da trilha sonora internacional da novela "Selva de Pedra", no remake de 1986, como tema dos personagens Fernanda e Caio, interpretados por Christiane Torloni e José Mayer.

## Videoclipe
O seu clipe foi dirigido por Oley Sassone e filmado em preto e branco e é caracterizado por mostrar o vocalista Richard Page dirigindo um clássico Ford Thunderbird através do deserto ao mesmo tempo em que é seguido por uma águia além de mostrar cenas de desempenho da banda e um casal dançando tango, mas que só são mostrados da cintura para baixo. O clipe mostra em seu final uma cena na qual Page e a águia se encontram em uma igreja e os dois trocam um olhar.

## Faixas
7" Single
| N.º | Título                            | Duração |  |
| 1.  | "Broken Wings" (Edição de single) | 4:29    |  |
| 2.  | "Uniform of Youth"                | 4:25    |  |

12" Single
| N.º | Título                           | Duração |  |
| 1.  | "Broken Wings" (Edição do album) | 5:45    |  |
| 2.  | "Uniform Of Youth"               | 4:25    |  |
| 3.  | "Welcome to the Real World"      | 4:18    |  |